# Чорний, як я
«Чорний, як я» — радянський чорно-білий драматичний художній фільм 1969 року, знятий режисером Тинісом Каском на ТО «Екран».

## Сюжет
За документальною книгою американського журналіста та соціолога Джона Говарда Гріффіна «Чорний, як я/Black Like Me» (1961). Загримований під чорношкірого, Гриффін повною мірою пізнає безправне становище таких людей США в середині ХХ століття.

## У ролях
- Антанас Габренас — Джон Говард Гріффін
- Антс Лаутер — головна роль
- Уно Лооп — епізод
- Гунар Кілгас — епізод
- Айно Таймре — епізод
- Боб Цимба — священник
- Роберт Росс — чистильник взуття
- Антанас Барчас — Джон Маккінлі
- С. Тайнс — епізод
- Сулев Ниммік — водій автобуса
- Роберт Зотов — Білл Уїльямс
- Вейланд Родд — епізод
- Лія Голден — пасажирка в автобусі
- Ендель Нимберг — епізод
- Антанас Тарасявічюс — пасажир в автобусі
- Д. Уїльсон — епізод
- В. Паало — епізод
- Нійоле Лепешкайте — дівчина у барі

## Знімальна група
- Режисер — Тиніс Каск
- Оператор — Євген Русаков
- Композитор — Вальтер Оякяяр
- Художник — Халья Клаар